# Clyde Lewis
Clyde Lewis, né le 25 septembre 1997 à Herston (Brisbane), est un nageur australien.
Il remporte le 400 m 4 nages lors des Jeux du Commonwealth de 2018 uniquement après que Mitch Larkin ait renoncé à concourir en finale de cette épreuve.

## Palmarès

### Championnats du monde

#### Grand bassin
- Championnats du monde 2019 à Gwangju :
  -  Médaille d'or du relais 4 × 200 m nage libre
  -  Médaille d'argent du relais 4 × 100 m nage libre mixte
  -  Médaille de bronze du relais 4 × 100 m nage libre